# Cubal
Cubal è una municipalità dell'Angola appartenente alla provincia di Benguela. Ha 252.254 abitanti (stima del 2006) ed una superficie di 4.794 km².
Il principale comune è l'omonimo Cubal.